# Anna Halicka
Anna Małgorzata Halicka (ur. 1960) – polska profesor nauk technicznych, prorektor Politechniki Lubelskiej (od 2016).

## Życiorys

### Wykształcenie
Pochodzi z Lublina. Ukończyła tam II Liceum im. Hetmana Jana Zamoyskiego, a następnie budownictwo na Wydziale Inżynierii Budowlanej i Sanitarnej Politechniki Lubelskiej. Uzyskała uprawnienia budowlane do kierowania robotami budowlanymi i do projektowania oraz uprawnienia rzeczoznawczyni budowlanej. Odbyła staż naukowy na Uniwersytecie Technicznym w Delfcie. Doktoryzowała się z nauk technicznych w 1994 na Wydziale Budownictwa Politechniki Śląskiej na podstawie pracy Opory ruchu mieszanki betonowej i twardniejącego betonu w ekstruzyjnym procesie formowania prefabrykatów (promotor – Mieczysław Król), a habilitowała tamże w 2008, przedstawiając dzieło Studium stanu naprężeń i odkształceń w płaszczyźnie styku i strefie przypodporowej elementów zespolonych z udziałem betonów skurczowych i ekspansywnych. W 2018 uzyskała tytuł naukowy profesora.

### Praca naukowa
Przez dwa lata pracowała jako majster budowy w Lubelskim Przedsiębiorstwie Budownictwa Ogólnego, a przez następne półtora roku jako asystentka projektanta w Biurze Projektów Budownictwa Komunalnego w Lublinie. Od 1989 pracuje na macierzystej uczelni w Katedrze Konstrukcji Budowlanych, a od 2003 kierują nią. Jest autorką lub współautorką ponad 90 prac naukowych i jednego patentu. Jej zainteresowania naukowe obejmują: betonowe konstrukcje zespolone, zbiorniki i silosy żelbetowe, awarie i diagnostyka konstrukcji budowlanych, obiekty zabytkowe, betony na kruszywach odpadowych.
Wypromowała jednego doktora. Na macierzystej uczelni pełni lub pełniła liczne funkcje, m.in. przewodniczącej Wydziałowej Komisji ds. Kształcenia (2008–2016), prorektorki ds. współpracy z otoczeniem społeczno-biznesowym (od 2016).

### Członkostwo w organizacjach
Członkini Komitetu Inżynierii Lądowej i Wodnej PAN w kadencji 2016–2020 (przewodnicząca Sekcji Konstrukcji Betonowych). Zastępczyni delegata do Fédération internationale du béton. Ekspertka Polskiej Komisji Akredytacyjnej. Członkini Lubelskiej Okręgowej Izbie Inżynierów Budownictwa, Wojewódzkiej Rady Ochrony Zabytków, Polskiego Związku Inżynierów i Techników Budownictwa (PZITB), sekretarz Rady Programowej Czasopism i Wydawnictw PZITB. Jury konkursu „Złota Kielnia”. Autorka lub współautorem przeszło 140 ekspertyz technicznych, projektów konstrukcyjnych, orzeczeń technicznych oraz opinii o innowacyjności nt. obiektów budownictwa przemysłowego, komunalnego, ogólnego i zabytkowego, w tym na rzecz Wojewódzkiego Konserwatora Zabytków.

## Odznaczenia i wyróżnienia
- Medal Komisji Edukacji Narodowej
- Srebrny Krzyż Zasługi „za wybitne zasługi w działalności społecznej” (1997)[1]
- Odznaka „Za opiekę nad zabytkami”
- Srebrna i złota Honorową Odznaką Polskiej Izby Inżynierów Budownictwa
- Srebrna Honorowa Odznaka PZITB
- Medal im. prof. Stefana Kaufmana (2023)[2]